# کوندراتوویتسه
کوندراتوویتسه (به لهستانی:  Kondratowice) یک روستا در لهستان است که در گمینا کوندراتوویتسه واقع شده‌است.
 کوندراتوویتسه  ۸۲۰ نفر جمعیت دارد.